# You Should Know
You Should Know è il secondo album in studio della cantante slovacca Emma Drobná, pubblicato il 3 novembre 2017 su etichetta discografica Monitor Records.

## Tracce
1. On My Own – 3:35
2. Smile – 3:51
3. Sadie – 3:36
4. Try – 4:21
5. Lights Down – 3:18
6. She – 4:03
7. Words – 3:29
8. Cold – 3:32
9. What Have We Done (feat. Štěpán Urban) – 4:17
10. Remember – 4:26
11. Keby – 3:03
12. Smile (remix) – 3:45

## Classifiche
| Classifica (2017) | Posizione massima |
| ----------------- | ----------------- |
| Repubblica Ceca   | 21                |
| Slovacchia        | 1                 |